# Azmi Bishara
Azmi Bishara (in arabo عزمي بشارة‎?; Nazareth, 22 luglio 1952) è un politico palestinese con cittadinanza israeliana naturalizzato qatariota.
Nato da famiglia palestinese cristiana, Bishara rappresenta uno dei principali esponenti e leader della comunità araba in Israele; fu per anni parlamentare nella Knesset come rappresentante e leader di Balad, partito politico di impronta nazionalista araba, fino a quando non dette le dimissioni in seguito a imputazioni rivolte contro di lui dal servizio di sicurezza israeliano, che furono infine valutate essere tradimento e spionaggio. A causa delle dimissioni, Bishara perse la sua immunità parlamentare e scelse di stabilirsi in Qatar.

## Biografia

### Primi anni
Bishara nacque a Nazaret. Andò a scuola a Nazaret, fondò il primo comitato nazionale di studenti arabi delle scuole superiori e nel 1974 fu il suo presidente e nel 1976 lui fu  per la difesa della terra araba, tanto quanto la prima Unione Nazionale di Studenti Arabi.
Negli anni settanta frequentò l'università ebrea a Gerusalemme, era la mente dell'Unione Studentesca Araba, e era anche attivo nel Campus del gruppo di studenti Ebrei-Arabi. A quel tempo Bishara era un membro del partito Comunista israeliano Rakah (ora parte del Hadash), e supportava una linea politica internazionalista-marxista.
Dopo aver completato il suo Ph.D. in filosofia alla Università Humboldt di Berlino nel 1986, frequentò la facoltà dell'Università di Bir Zeit, e andò a studiare al Dipartimento di filosofia e Studi culturali per due anni, dal 1994 al 1996. Oltre a questo lavorò come vecchio ricercatore all'istituto Van Leer a Gerusalemme.

## Carriera politica
Bishara è stato un membro del Knesset dal 14º Knesset (prima seduta il 17 giugno 1996) e "fu un fondatore chiave del partito e rappresenta nel Knesset, l'Assemblea Nazionale Democratica (NDA-Balad)." (Il NDA è a volte chiamato erroneamente "Alleanza Nazionale Democratica".)
Bishara fu il primo cittadino arabo di Israele a correre per il Primo ministro israeliano nelle elezioni del 1999, ma fu tagliato fuori dalla corsa due giorni prima della data delle elezioni. Alla fine solo Ehud Barak e Benyamin Netanyahu furono lasciati come candidati finalisti, con Barak in vantaggio.
Nel 2003, La Suprema Corte di Israele "capovolse la decisione del Comitato centrale delle elezioni di escludere MKs Ahad Tibi e Azmi Bishara, e il partito di Bishara, Balad, dalla corsa nelle elezioni del 16° Knesset." La decisione del CCE fu supportata da Attorney General Elyakim Rubinstein, "che andò tanto lontano da sottoscrivere la sua stessa petizione contro il partito e i suoi leader."

### Visita in Siria
Bishara visitò la Siria nel 2001, e tenne un discorso alla cerimonia del memoriale per il presidente della Siria Hafez al-Assad dove espresse il suo supporto per Hezbollah. Tornato in Israele, fu accusato e caricato con incitamento alla violenza e al supporto di un'organizzazione terroristica, come definita dall'Ordinanza preventiva del terrorismo di Israele.
Bishara visitò nuovamente la Siria nel settembre del 2006, dove avvertì della possibilità che "Israele lanci un attacco preliminare in più di un posto, in un tentativo di vincere la crisi interna al Paese e in un tentativo di ristabilire la sua deterrente capacità.
Lui e i membri del suo parti visitarono anche Libano, dove il primo ministro Libanese che la resistenza degli Hezbullah a Israele ha "sollevato lo spirito delle persone arabe".
"Dopo l'ultimo viaggio di Bashara nel 2001, il Knesset passò una legge che proibiva agli MK dal visitare qualunque stato nemico".

### Dimissioni dal Knesset e sospetti di alto tradimento
Il 22 aprile 2007 Bishara si dimise dal Knesset via l'ambasciata israeliana al Cairo, seguito da una investigazione della polizia nei suoi contatti stranieri, e accusato di assistere i nemici durante il tempo di guerra, di passare informazioni ai nemici di contatti con agenti stranieri, oltre a riciclare denaro ricevuto da fonti straniere.
Disse di considerare l'idea di stare all'estero per paura di una sentenza per una lunga permanenza in prigione e per la fine della sua carriera politica. Inoltre dichiarò che credeva che non avrebbe ricevuto un processo imparziale.
Bishara fu accusato di dare informazioni agli Hezbollah di posizioni strategiche in Israele che potevano essere attaccate con razzi durante la Guerra del Libano nel 2006, in cambio di ingenti somme di denaro. Le intercettazioni furono autorizzate dall'Alta Corte di Giustizia di Israele. Gli investigatori dissero che Bishara raccomandava di attaccare con razzi a lungo raggio per servire la causa Hezbollah.
Bishara si rivolse ad un raduno di sostenitori a Nazaret via telefono nell'aprile del 2007. Alle migliaia di persone disse che la sua colpa era di amare il suo paese natale e che le loro armi erano la loro intelligenza e le loro parole, e che mai nella sua vita aveva preso in mano una pistola o ucciso qualcuno. Said Nafa, il sostituto di Bishara nel Knesset, commentò sulla principale accusa alle dimissioni di Bishara, dicendo che c'erano stati molti casi nei quali Shin Bet tentl di sollevare le persone. "Stanno solo cercando di tagliare la testa ad un prominente leader Arabo. Loro cadranno."